# Palayad
Palayad là một thị trấn thống kê (census town) của quận Kozhikode thuộc bang Kerala, Ấn Độ.

## Nhân khẩu
Theo điều tra dân số năm 2001 của Ấn Độ, Palayad có dân số 16.462 người. Phái nam chiếm 49% tổng số dân và phái nữ chiếm 51%. Palayad có tỷ lệ 83% biết đọc biết viết, cao hơn tỷ lệ trung bình toàn quốc là 59,5%: tỷ lệ cho phái nam là 87%, và tỷ lệ cho phái nữ là 79%. Tại Palayad, 10% dân số nhỏ hơn 6 tuổi.